# Мис Лопес
Мис Лопес (фр. Cap Lopez) — півострів довжиною 55 км на західному узбережжі Центральної Африки в Габоні . Відокремлює затоку Біафра від Атлантичного океану.
Мис знаходиться в дельті річки Огове, неподалік від нього розташоване місто Порт-Жантіль. З 1897 року на мисі розташований маяк, сучасна будівля була побудована в 1911 році, але він не діє вже багато років і тому є у напівзруйнованому стані.
Свою назву мис отримав від імені португальського дослідника Лопу (Лопеса) Гонсалвіша, який досяг його в 1474 році. В XVIII—XIX століттях мис Лопес був одним з центрів работоргівлі. В 1862 році, згідно з договором Франції з представниками місцевих племен, мис Лопес перейшов під суверенітет Франції. На початок ХХІ сторіччя мис перебуває у складі габонської провінції Огове-Марітім. Тут розташовано нафтоналивний термінал, що забезпечує експорт значної частини габонської нафти.